# Tobal 2
Pour les articles homonymes, voir Tobal.
 (octobre 2019).
Si vous disposez d'ouvrages ou d'articles de référence ou si vous connaissez des sites web de qualité traitant du thème abordé ici, merci de compléter l'article en donnant les références utiles à sa vérifiabilité et en les liant à la section « Notes et références ».
Tobal 2 est un jeu de combat sorti sur PlayStation en 1997. Il fait suite à Tobal n°1 et n'est sorti qu'au Japon. C'est un des rares jeux PlayStation à être en haute résolution. 

## Fiche technique
- Concepteur des personnages : Akira Toriyama
- Compositeur : Takayuki Nakamura

## Technique

### Rendu
Tobal 2 fut l'un des tout premiers jeux à afficher une résolution impressionnante de 640 × 480 à l'époque des consoles 32 bits, le tout en 60 images par seconde durant les combats. Pour cela, l'affichage 3D se limitait exclusivement aux personnages et quelques éléments de décor à proximité. Autrement, les décors étaient affichés en 2D via des images bmp figées (mais uniquement lors du mode combat, car le mode « quest » affichait lui des décors simples en 3D).
Malgré la résolution et le frame-rate élevés pour l'époque, les graphismes ne furent pas en reste, car Tobal 2 fut l'un des premiers jeux sur PS One à utiliser le Gouraud shading à outrance sur ses personnages, faisant disparaitre l'aspect cubique des personnages (caractéristique graphique répandue à l'époque sur la quasi-totalité des autres jeux). Cette technique combinée avec le design simple des personnages donnait un aspect très doux à l'écran.
Les positions de victoire des personnages mettaient en scène, et sans transition, un modèle de personnage beaucoup plus détaillé que celui du combat. Le visage dispose en effet d'un maillage plus abouti, les développeurs ayant été jusqu'à modéliser l'intérieur de la bouche, les paupières et rides de certains personnages. Le tout a pour but de faire parler le personnage durant sa position de victoire de la manière la plus réaliste possible.
Alors que les autres jeux se contentent de présenter un texture animée classique pour animer un visage, Tobal 2 le modélisait en 3D. En 1997, Il fut le premier jeu de combat à présenter cette caractéristique.
À noter également que c'est un des premiers jeux de combat où l'on puisse modifier les couleurs de ses personnages (de bases), et les enregistrer. L'époque de la personnalisation à outrance était lancée…

### Animation
Le système d'animation de Tobal 2 est un mélange de capture de mouvement et d'animation « Key Frame », qui permet une fluidité de mouvements exemplaires tout en gardant une gestion des collisions et des timings de coup très précis, ainsi qu'une maniabilité extrêmement réactive.
Il y a également un layering d'animation du bas et du haut du corps permettant de faire bouger le buste et les jambes de manière indépendante (système qui rend le « 8 ways run » possible, en faisant courir le personnage dans tous les sens possibles, tout en gardant le buste face à son adversaire), mais également pour rendre la jouabilité beaucoup plus réactive, et de ne pas attendre par exemple que le personnage ait terminé de courir pour donner un coup de poing rapide.

Ce jeu est, depuis 1997 jusqu'à ce jour, le seul jeu de combat à proposer ce système.
Le jeu dispose également d'animations prédéterminées et différentes en fonction des points d'impact des coups d'un combattant sur son adversaire.

Ainsi, en fonction de la position de l'adversaire qui reçoit le coup (assis, couché, debout de dos, de face ou de côté droit ou gauche), l'animation de réception du coup différera. Cela est combiné avec le point d'impact du coup (en haut, milieu et bas) et de la puissance du coup porté. De la même manière, la distance entre l'attaquant et celui qui reçoit l'attaque sera déterminante non seulement sur l'animation mais également la jouabilité. Par exemple, un balayage ne touchant que la jambe avant va seulement déséquilibrer l'adversaire, mais sans le faire tomber, ce qui donne des opportunités soit de contre (pour le défenseur), soit d'enchainement (pour l'attaquant). Enfin, en fonction du personnage sélectionné, ces combinaisons d'animation peuvent varier.
Le personnage recevant le coup dispose donc d'une impressionnante palette d'animation totalement contextuelles et différente en fonction des éléments indiqués ci-dessus.

Il est en de même avec l'animation du personnage portant le coup, dont l'impact sur l'ennemi en garde aura pour effet de ralentir ou stopper net le coup (et donc l'animation), et de faire revenir plus ou moins lentement le membre attaquant en position de départ (cela est surtout valable sur les coups de type circulaire que de type estoc). Alors que tout autre jeu de combat ferait soit traverser le membre de l'attaquant dans l'adversaire ou soit glisser vers l'arrière les deux personnages, le système de Tobal 2 rend l'absorption des coups réaliste et logique.
Tant visuellement que d'un point de vue gameplay, ces animations d'impact vont avoir un très grande influence et proposer des situations extrêmement variées.
Depuis 1997, ce jeu de combat est le seul à proposer un système d'animation aussi complexe sans pour autant nuire à la qualité et l'intuitivité exemplaire du gameplay.

## Système de jeu

### Vue et déplacement
Le joueur dirige un personnage dans un jeu de combat en 3D, vu de profil dans une arène délimitée. Pour autant, ce jeu est l'un des premiers si ce n'est le premier à utiliser le '8 ways run'(à la manière de Soul Calibur) qui permet aux combattants de se tourner autour rapidement sans se quitter du regard. Ce système sera ensuite repris dans la plupart des jeux de combat 3D par la suite et rend les combats beaucoup plus libres et fluides sans leur faire perdre de leur dynamisme.

Le combattant peut se déplacer en marchant (système de demi-pas faisant que la jambe avant avance en première et la jambe arrière suit peu après) ou en courant dans toute direction possible, hormis vers l'arrière où trois pas de course font momentanément trébucher le combattant, même s'il s'est arrêté de courir durant un instant, les trois pas sont décomptés, empêchant tout comportement de fuite récurrent.

Il est également possible de changer la vue de profil pour une autre vue du buste ou une en fil de fer, etc.

### Système de combat
Trois boutons principaux sont utilisés pour les coups :

- Triangle, sert à effectuer les coups en hauteur (Niveau Jodan - Visage) ;

- Carré, sert à effectuer des coups au milieu du corps (Niveau Chudan - Plexus/abdomen) ;

- Croix (ou X), sert à effectuer des coups visant le bas du corps (Niveau Gedan - Jambes).

Ce système de trois niveaux n'est que très peu utilisé dans les jeux de combats, mais se révèle d'autant plus logique dans un jeu pour dans lequel le déplacement est totalement libre et pour lequel il faut donc garder une cohérence d'axe d'attaque et de défense.
Les boutons d'épaule L1, L2 et R1, R2 servent respectivement à sauter ou parer les coups (garde). Le système de blocage repose sur un concept simple: la garde haute qui bloque les coups Jodan et Chudan (mais inefficace face aux coups Gedan), la garde basse qui bloque les coups Chudan et Gedan (mais inefficace face aux coups Chudan). Les coups Jodan (visage) sont bloqués par les deux gardes, mais sont en moyenne plus rapides.
Les gardes peuvent-être brisées de deux manière, soit par un coup dit imparable, soit par une boule d'énergie.
Les coups imparables sont mis à disposition des tous les personnages du jeu, mais les manipulations varient en fonction du personnage sélectionné. Ils sont représentés à l'écran par une flamme sur le poing/pied du combattant qui frappe.
On peut également faire des boules d'énergie dont l'effet varie en fonction du personnage (boule rebondissante sur le sol, directe, en cloche, etc.), néanmoins la manipulation reste la même : « Carré + Arrière » (en même temps), on lâche très vite, et on rappuit sur « arrière ». Tant que les touches « arrière » et « Carré » sont maintenues, la boule se charge. Ces boules ont l'avantage d'être imparables, mais en contrepartie retire de la « vie » au combattant chargeant la boule. Plus la boule est chargée, plus elle a de chance de tuer l'adversaire sur le coup… mais plus elle est chargée, plus l'adversaire a le temps de la voir venir et d'esquiver (en restant au sol en maintenant L1+R1 ou tout simplement en se déplaçant en profondeur car les boules partent en ligne droite).

### Système de projections
Les projections se font en maintenant le bouton de garde, et en appuyant sur « carré » (et en maintenant le bouton de garde pour continuer de saisir l'adversaire). Le personnage agrippe alors l'adversaire (que ce soit de face, sur le côté gauche, droit, ou par derrière), et il est possible :
- De donner des coups « Jodan » ou « Gedan » en appuyant sur « Triangle » ou « Croix » de manière répétitive et alternée. L'adversaire pourra toujours bloquer en maintenant lui aussi la garde et faisant une garde haute ou basse, ou il pourra également lui aussi frapper pour se dégager de la saisie ;
- De le déplacer dans une direction au choix, en sachant que c'est celui qui a l'initiative de la saisie qui peut déplacer l'autre. Néanmoins celui qui est saisi peut soit resister au déplacement, soit reprendre l'initiative de la saisie ;
- De le projeter dans une direction choisie en variant les combinaisons de déplacement. L'adversaire peut de son côté soit contrer la projection en appuyant sur carré au moment opportun, soit lui-même projeter celui qui l'a saisi si celui-ci attend trop longtemps.

En cas de contre, le combattant projeté se retrouve en position d'initiative de saisie, et c'est à lui de projeter/frapper/déplacer l'autre.

### Système de «Faint»
Les combattants peuvent se retrouver durant un court instant en situation de faiblesse durant laquelle ils ne peuvent ni attaquer si se défendre. Cela arrive lorsque durant une saisie, trop de coups ont été portés au visage ou aux jambes, ou si un coup a été porté avec élan.

Il est possible de se sortir de cet état de coma en manipulant vite les touches directionnelles

### Système de combos
Tobal 2 est l'un des premiers jeux de combat 3D à utiliser le système de combo aérien libre. Un combo est composé d'un « Launcher » (lançant l'adversaire dans les airs), de un ou plusieurs « juggles » (conservant l'adversaire dans les airs) et de frappes standard afin de faire un maximum de dommages. 
Au total, le nombre de combos peut s'élever à 12 ou 13 coups en fonction du personnage sélectionné mais également en fonction de l'adversaire (car le jeu prend en considération la force et le poids des combattants de sorte qu'un combattant lourd aura moins de chance de rester longtemps en l'air, mais qu'un combattant trop léger imposera de modifier son timing de coups).

## Mode Entrainement
Le mode entrainement propose de nombreuses possibilités pour parfaire sa méthode de combat :
- Un entrainement au timing de contre toutes les projections ;
- Un entrainement au timing des enchainements grâce à un système d'indication précis et des possibilités de combattre au ralenti (de 2 à 30 fois plus lent) ;
- Un entrainement au combat normal avec des adversaires de plus en plus forts.

Mais ce mode permet aussi de modifier les couleurs des vêtements des personnages avec les paramètres hexadécimaux.

## Mode Quest
Le joueur dirige un des 10 personnages de base dans un village et dans des labyrinthes. Ces labyrinthes s'étendent toujours sur un espace carré, et sont générés aléatoirement à chaque fois. Ainsi donc, même en ayant sauvegardé votre partie, ils seront toujours différents. lors de votre progression, vous pourrez étendre votre zone de déplacement à travers le village (portes, clés, passages souterrains, etc.).

Le jeu contient des éléments de jeu de rôle : Le personnage voit ses statistiques pour chaque membre (bras gauche, bras droit, jambe gauche, jambe droite, tête -qui représente l'esprit-) progresser au fur et à mesure des combats. Il existe également une statistique de défense (une sorte de constitution) et une autre de projection (qui représente la force de vos prises aux corps à corps), car certains ennemis ne sont sensibles qu'à certaines attaques en particulier.

Le personnage possède 8 emplacements d'inventaire dans lequel il pourra stocker des objets (armes de jet, cristaux, nourriture, potions).

Les cristaux possèdent des couleurs différentes :

- Vert pour la statistique de vie (allant de 16 à 512, avec une valeur initiale de 256) ;

- Jaune pour la statistique de faim (allant de 10 à 200, avec une valeur initiale de 100) ;

- Bleu pour la statistique de Défense ;

- Rouge pour les statistiques d'attaques (membres, tête, projection).

Les ennemis peuvent être capturés lorsqu'ils n'ont plus beaucoup d'énergie (moins de 6 %) en leur lançant un cristal mauve avec au moins une charge positive (+1 minimum), afin d'être joués en mode Versus. Il y a 185 personnages à débloquer dans le Mode Quest et la quasi totalité de ce nombre est atteint par la capture. mais il existe quelques exceptions, qui nécessiteront un bon usage d'un replay par exemple.
Il est également possible de mélanger les cristaux en les lançant les uns sur les autres afin de combiner leurs attributs et modifier grandement les caractéristiques du personnage.

De même, il est possible de mélanger les potions en fonction de leur couleur afin de leur donner des effets différents et modifier les caractéristiques du personnage.
Finalement, le personnage choisi pour le mode « quest » peut être sélectionné en combat normal, arcade ou mode versus. Ses caractéristiques seront conservées et influenceront grandement les combos durant les combats (en éjectant parfois un adversaire trop faible hors du ring d'une seule frappe).

## Personnages
Il y a un nombre de personnages égal à 10 au début du jeu. Cependant, on peut en débloquer plus de 200 via le mode Quest.
Les participants au 99e tournoi sont Chuji Wu (le personnage principal au style simple axé sur les frappes puissantes et moyennement rapides), Gren Kuts (riche rentier au jeu de jambes rapide et varié), Chaco Yutani (une nouvelle aux airs d'Idol au style de combat se rapprochant du Ba Gua zhang), Fei-Pusu (un vieux maître redoutable dont le style se rapproche du Wushu), Hom (un robot drôle mais efficace, élève de Fei et dont le style autodidacte se rapproche grandement de celui de son maître), Ill Goga (un lézard humanoïde avec une grande puissance et utilisant sa queue de lézard comme arme), Mary Ivonskaya (une catcheuse forte et douée au combat très rapproché), Doctor V (un combattant boxer-thaï rapide au jeu de jambe efficaces), Epon (une jeune femme rapide qui se rapproche du style de Chuji/Gren), Oliems (un coq humanoïde au style très aérien). S'ajoutent à cela les 4 boss déblocables (Mufu, Nork The Mysterious, Empereur Udan et Mark The Devil).

## Postérité
En 2018, la rédaction du site Den of Geek mentionne le jeu en 33e position d'un top 60 des jeux PlayStation sous-estimés : « Tobal 2 n'est hélas jamais sorti hors de son Japon natal, ce qui est regrettable car c'est un des meilleurs jeux de combat sur la machine. »